# CKGS-FM
CKGS-FM, s'identifiant en ondes sous le nom Hit Country 105,5 Saguenay est une station de radio québécoise propriété du groupe Arsenal Media diffusant sur la fréquence 105,5 MHz sur la bande FM dans l'arrondissement La Baie, à Saguenay.
Depuis septembre 2019, la station est opérée sous le réseau Hit Country. Elle diffuse avec une puissance de 6 000 watts à partir de l'antenne CBC Radio-Canada du boulevard Grande Baie Nord (La Baie).
Ses studios sont situés à même les installations de la télévision de DERYtelecom au centre-ville de l'arrondissement La Baie.

## Historique de la station
Le 21 mars 2007, le CRTC a approuvé en partie la demande de Carl Gilbert, afin d'exploiter une nouvelle station de radio FM dans l'arrondissement La Baie, à Saguenay, mais doit trouver une autre fréquence que celle proposée, le 99,9 MHz, incompatible avec le ré-émetteur de CKAJ-FM au 99,7 MHz.
Le 2 mai 2008, le CRTC a refusé la demande de Carl Gilbert, pour exploiter la nouvelle radio de La Baie, à la fréquence 105,5 MHz, avec une puissance de 30 600 watts à partir d'un nouveau site sur le mont Sainte-Claire, dans l'arrondissement Chicoutimi, plutôt qu'au site initial, située à Bagotville. Le Conseil a refusé la demande parce que la station aurait desservi toute la région du Saguenay, plutôt que seulement le secteur de La Baie, tel que proposé dans la demande initiale et que la nature de la station aurait passé de service local à service régional.
Le 22 août 2008, le CRTC a approuvé la demande de Carl Gilbert d'exploiter la nouvelle station, encore une fois à la fréquence 105,5 MHz, mais cette fois avec la puissance initiale de 6 000 watts et à partir du site proposé à l'origine, située à Bagotville.
Le 19 mars 2009, CKGS 105,5 FM entre officiellement en ondes sous le nom de KOOL radio 105,5 FM sur le coup de 18 h. Les actionnaires de l'époque sont Éric Tremblay, Jacques Boudreault et Louis Sebastiani.
Le 15 novembre 2010, CKGS-FM a annoncé que Louis Champagne, animateur connu des Saguenéens, animera l'émission du matin à CKGS, à partir du 22 novembre.
En septembre 2012, la station baieriveraine est achetée par le groupe Attraction Radio qui unit sa destinée avec la station CKRS-FM acquise quelques mois plus tôt.
Le 2 décembre 2014, il est annoncé que la station se joindra au groupe Rythme FM à compter du 9 février 2015.
En 2018, la station ne fera plus partie du réseau Rythme FM en raison de la fin de son entente d'affiliation avec Cogeco Média. 
Le 13 août 2018, la station changera de bannière pour devenir, avec CILM-FM, la 5e et 6e stations O à travers du Québec.
En juillet 2019, Arsenal Media annonce que CKGS-FM ne sera plus associée avec la station CILM-FM, puisque CKGS deviendra une radio country sous le réseau Hit Country.
Le 17 septembre 2019, la station devient Hit Country 105,5 Saguenay.

## Animateurs

### 2019-2020
- Avec André Mercier (Country Club)
- Marie-Christine Bernard (Hit Country)
- Paul Chatman (Route 66)
- Sylvain Caron (5 @ 8 New Country / Avenue du Far West)
- Dany Côté (Hit Country Week-end)
- Jean-François Routhier (5 @ 8 New Country)